# Dąbrowa Białostocka
Dąbrowa Białostocka è un comune urbano-rurale polacco del distretto di Sokółka, nel voivodato della Podlachia.
Ricopre una superficie di 263,95 km² e nel 2004 contava 12 939 abitanti.

## Geografia antropica

### Frazioni
- Różanystok